# Nuno de Montemor
Nuno de Montemor, pseudônimo de Joaquim Augusto Álvares de Almeida (Quadrazais, 16 de dezembro de 1881 - Lisboa, 4 de janeiro de 1964) foi um padre católico e escritor português. 
Após ter sido ordenado sacerdote, foi nomeado capelão e secretário do Distrito de Recrutamento e Reserva do Exército, na cidade da Guarda. Na qualidade de assistente religioso acompanha os militares ao teatro de guerra em França, por ocasião da Primeira Grande Guerra. Aí trava conhecimento com intelectuais, como Augusto Casimiro, de quem ficará amigo.  
Fundou o Lactário Dr. Proença em Braga, com a colaboração de vários beneméritos, para benefício das crianças lactentes pobres.
Autor de obra muito vasta, foi poeta, contista, romancista, dramaturgo e obteve significativo sucesso editorial, chegando mesmo a ser o autor com maior procura no mercado do livro. Este êxito levaria à publicação de algumas obras no estrangeiro.
A sua obra foi estudada fora de Portugal e traduzida para espanhol, francês, italiano e holandês. 
Vasco Moreira escreveu um ensaio sobre o autor, A Virgem, editado em 1932.

## Obra publicada
- A Hora Vermelha (1932)
- A Paixão de uma Religiosa (1927)
- Água de Neve (1933)
- Amor de Deus e da Terra (1925)
- A Maior Glória
- A Virgem
- As Duas Paixões de São Paulo
- Coração de Barro (1937)
- Depois da Queda
- Em Memória de uma Rosa Branca
- E o Sangue se Fez Luz
- Encantos Meus
- Flávio (1923)
- Glória em Sangue
- Gente da Minha Terra
- Glória e Desengano do Herói
- Horas de Paz e de Amor (1958)
- lodo e Neve (Coimbra, 1915)
- Luz de Fátima, pièce de théâtre (1957)
- Maria Mim (1939)
- Maria a Pecadora
- O Avô (1928)
- O Cântico da Dor (Guarda, 1925)
- Oração da Soledade
- O Crime de um Homem Bom;
- O Irmão de Luzia
- O Meu Retiro (Coimbra, 1911)
- O Serafim da Estrela
- O Romance de Luzia (1928)
- Pobrezinhos de Cristo (Guarda, 1933)
- Quando se tem Mãe (Guarda, 1946)
- Rapazes e Moços da Estrela (1959)
- Um que não Mentiu